# Kim In-kwon
Kim In-kwon, född 20 januari 1978, är en sydkoreansk skådespelare.
Kim har bland annat medverkat i TV-serierna You're Beautiful och Parasyte: The Grey.

## Filmografi (i urval)
- 2009 – You're Beautiful (TV-serie)
- 2024 – Parasyte: The Grey (TV-serie)